# Feijó Airport
Feijó Airport (franska: Aéroport de  Feijó) är en flygplats i Brasilien.   Den ligger i kommunen Feijó och delstaten Acre, i den västra delen av landet, 2 600 km väster om huvudstaden Brasília. Feijó Airport ligger 159 meter över havet.
Terrängen runt Feijó Airport är platt. Närmaste större samhälle är Feijó, 0,25 km sydväst om Feijó Airport.
I omgivningarna runt Feijó Airport växer i huvudsak städsegrön lövskog. Trakten runt Feijó Airport är nära nog obefolkad, med mindre än två invånare per kvadratkilometer.